# جبريل روث
جبريل روث (بالإسبانية: Gabriel Roth)‏ (5 مايو 1979 في الأرجنتين - ) هو لاعب كرة قدم أرجنتيني في مركز الوسط. لعب مع أتلتيكو باتروناتو وخميناسيا خوخوي ونادي قرطبة وتاليريس كوردوبا وIndependiente Rivadavia ‏ ورينجرز دي تالكا وأتليتيكو بوكارامانغا وسان مارتين دي سان خوان.

## وصلات خارجية
- جبريل روث على موقع قاعدة بيانات كرة القدم.إي يو (الإنجليزية)
- جبريل روث على موقع Soccerway.com (الإنجليزية)